# Sproughton
Sproughton (prononcé Spror-ton) est un village du Suffolk, en Angleterre, juste à l'ouest d'Ipswich située dans le district de Babergh, comté du Suffolk. Il y a une église, une école primaire, un pub (le Wild Man), un magasin communautaire et divers groupes. Il se trouve dans la circonscription électorale de Belstead Brook du Conseil du comté de Suffolk.

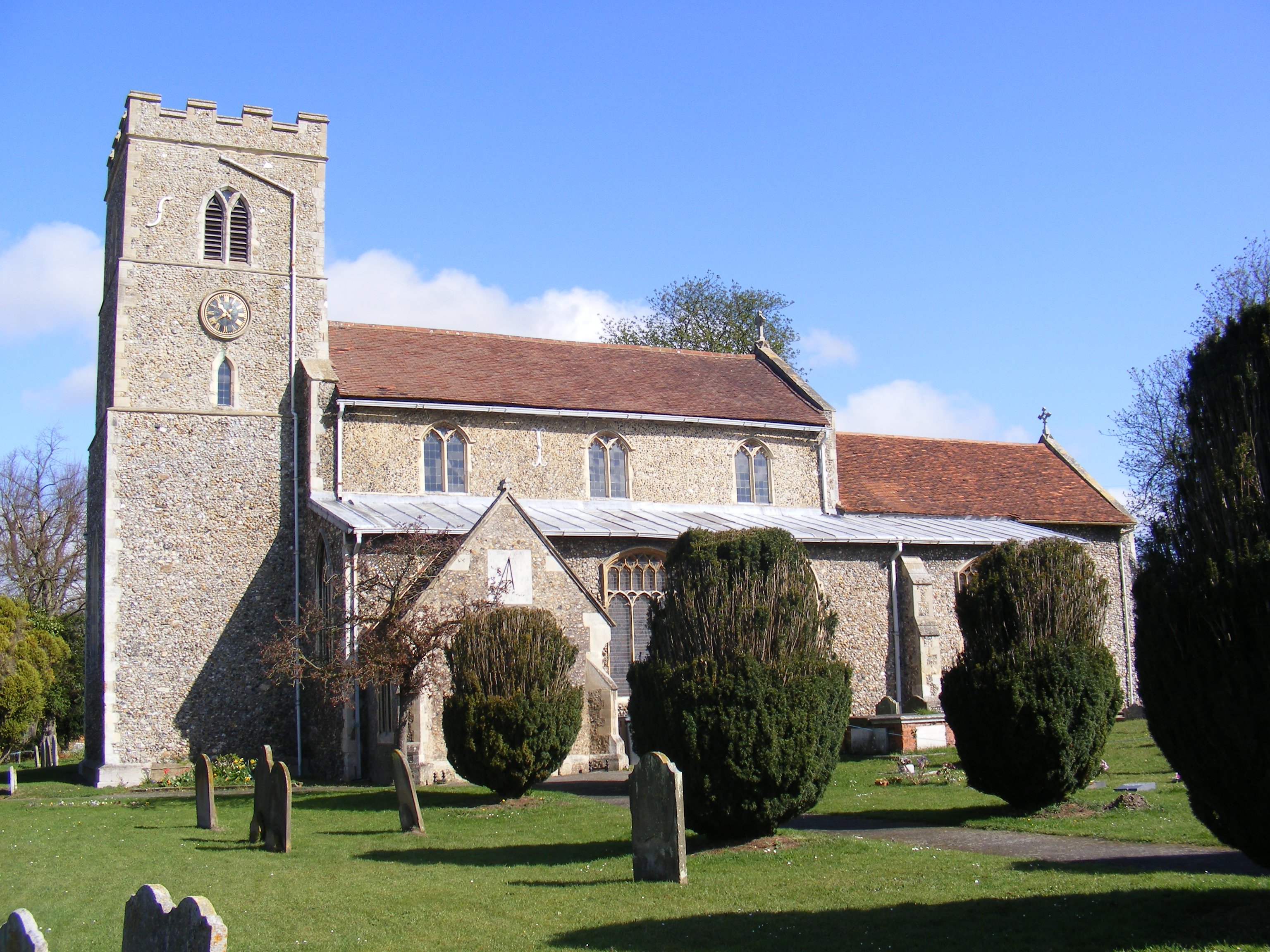
Église de Tous les Saints, Sproughton

L'église paroissiale anglicane date du 14e siècle. Il a été restauré dans la seconde moitié du XIXe siècle par Frederick Barnes d'Ipswich.